# Chaetonotus disiunctus
Chaetonotus disiunctus är en djurart som tillhör fylumet bukhårsdjur, och som beskrevs av A. Greuter 1917. Chaetonotus disiunctus ingår i släktet Chaetonotus och familjen Chaetonotidae. Inga underarter finns listade i Catalogue of Life.